# Harald Küppers
Harald Küppers (né en 1928 à Müden, Allemagne et mort le 31 janvier 2021) est un lithographe et ingénieur allemand.
Il compila dans différents livres les notions actuelles de la couleur, à savoir les couleurs primaires en synthèse additive, les couleurs complémentaires et le fonctionnement de l'œil et de la rétine.